# Зааль, Альфред
Альфред Зааль (нем. Alfred Saal; 10 июля 1881 года, Веймар — 1951) — немецкий виолончелист и музыкальный педагог. Брат Макса Зааля.
Учился музыке у своего отца, затем у Леопольда Грюцмахера; позднее совершенствовался под руководством Эрнста Канблая и Хуго Беккера. С 12 лет выступал как солист. В 1899 г. был удостоен Мендельсоновской стипендии. Будучи призван на военную службу, проходил её в оркестре 93-го пехотного полка. Позднее был первой виолончелью в оркестре Юлиуса Лаубе в Гамбурге. В 1904—1906 гг. концертмейстер виолончелей в Филадельфийском оркестре. Выступал также как солист, вызывая энтузиазм американской публики не только манерой игры, но и длинными светлыми волосами. Вернувшись в Германию, в 1908 г. выступил как солист с Берлинским филармоническим оркестром. Затем обосновался в Штутгарте, на протяжении многих лет был профессором Штутгартской высшей школы музыки. Кроме того, в довоенной Германии Зааль приобрёл заметную известность как ансамблист, участник струнного квартета под руководством Карла Вендлинга.